# Aulonocara nyassae
Aulonocara nyassae е вид бодлоперка от семейство Цихлиди (Cichlidae). Видът е уязвим и сериозно застрашен от изчезване.

## Разпространение и местообитание
Разпространен е в Малави.
Обитава сладководни басейни и пясъчни дъна.

## Описание
На дължина достигат до 8 cm.